# ゴンゾグループ
ゴンゾグループ（英: Gonzo Group）は、株式会社ゴンゾを中核とする企業グループ。
元々は2000年2月に設立された持株会社である株式会社ゴンゾ・ディジメーション・ホールディング（後のGDH。現在はゴンゾ）を中核としたグループだったため、G.D.H.グループやGDHグループなどと呼称されていた。後に、子会社であったゴンゾを吸収合併し、GDH自身をゴンゾに社名変更したため、GONZOグループと呼称されるようになった。
主にアニメーション制作及び製作事業を行っているが、過去には実写映画やオンラインゲーム、ベンチャーキャピタルなど幅広い事業を同時に手掛けていた。2008年にGDHの経営不振が発覚し、リストラを進める上で、手掛ける事業をアニメーションに絞ることになった。

## グループ企業
- 株式会社NXMジャパン

## 過去のグループ企業

### 消滅した企業
- 株式会社ゴンゾ - 1992年9月に国内に設立。2009年4月にGDHに吸収合併された。
- 株式会社ディジメーション - 1996年5月に国内に設立。2002年4月にGDH傘下のゴンゾに吸収合併された。
- GDH（M）SDN.BHD. - 2007年6月にマレーシアに設立。2012年3月清算。
- 株式会社INdiGO - 2014年12月に子会社化。2016年12月清算。
- 株式会社ゴンジーノ - 2005年7月に国内に設立。2018年12月清算。
- 一般社団法人ディープインパクト - 2018年12月清算。
- 一般社団法人ジーエスエフ・シーエイチ・ワン - 2014年4月に子会社化。2018年12月清算。
- 株式会社沖縄ゴンゾ - 2012年5月にゴンジーノの子会社として国内に設立。2019年10月解散[2]。

### グループを離脱した企業
- 株式会社ゴンゾロッソ（現：ロッソインデックス） - 1963年に国内に設立。2005年9月にGDHが子会社化。2009年10月に中小企業サービス機構株式会社に売却。
- 株式会社Gクリエイターズ（旧：クリエーターズ・ドット・コム） - 2000年にGDHが子会社化。2007年4月にゴンゾロッソ（当時：ゴンゾロッソオンライン）と合併。
- 株式会社GDHキャピタル（現：ザイタス・パートナーズ） - 2005年12月にGDHが国内に設立。2008年に合同会社弥生に売却。
- 株式会社GK Entertainment - 2009年10月に株式会社GKHに売却。
- 株式会社フューチャービジョンミュージック - 2003年11月に国内に設立。2012年7月、全株式を株式会社創通に売却。